# العادي (مأرب)
العادي هي إحدى قرى الجمهورية اليمنية. وهي تتبع جغرافيًا لمحافظة مأرب. وإداريًا لمديرية حريب. يبلغ تعداد سكانها 1699 نسمة حسب الإحصاء الذي أجري عام 2004.